# Liste von Rechtsvorschriften zum Luftverkehr

## Völkerrecht
- Chicagoer Abkommen – Abkommen über die internationale Zivilluftfahrt
- Tokioter Abkommen – Abkommen über strafbare und bestimmte andere an Bord von Luftfahrzeugen begangene Handlungen
- Warschauer Abkommen – Abkommen über die internationale Beförderung im Luftverkehr
- Den Haager Abkommen – Abkommen zur Bekämpfung der widerrechtlichen Inbesitznahme von Luftfahrzeugen[1]
- Montrealer Übereinkommen – Abkommen zur Bekämpfung widerrechtlicher Handlungen gegen die Sicherheit der Zivilluftfahrt

## Europäisches Unionsrecht

### EU-Verordnungen in Kraft
Auf unionsrechtlicher Ebene bestehen u. a. folgende EU-Verordnungen:
- Durchführungsverordnung (EU) 2019/947 – Vorschriften und Verfahren für den Betrieb unbemannter Luftfahrzeuge.
- Delegierte Verordnung (EU) 2019/945 – Unbemannte Luftfahrzeugsysteme und Drittlandbetreiber unbemannter Luftfahrzeugsysteme.
- Verordnung (EU) 2019/494 – Bestimmte Aspekte der Flugsicherheit im Hinblick auf den Austritt des Vereinigten Königreichs Großbritannien und Nordirland aus der Union.
- Durchführungsverordnung (EU) 2019/317 – Festlegung eines Leistungssystems und einer Gebührenregelung für den einheitlichen europäischen Luftraum.
- Verordnung (EU) 2018/1976 – Festlegung detaillierter Vorschriften für den Flugbetrieb mit Segelflugzeugen.
- Verordnung (EU) 2018/1139 – Festlegung gemeinsamer Vorschriften für die Zivilluftfahrt und zur Errichtung einer Agentur der Europäischen Union für Flugsicherheit. (Luftfahrt-Grundverordnung)
- Durchführungsverordnung (EU) 2018/1048 –  Festlegung von Anforderungen an die Luftraumnutzung und von Betriebsverfahren in Bezug auf die leistungsbasierte Navigation.
- Verordnung (EU) 2018/395 – Festlegung detaillierter Vorschriften für den Flugbetrieb mit Ballonen.
- Durchführungsverordnung (EU) 2017/373 – Festlegung gemeinsamer Anforderungen an Flugverkehrsmanagementanbieter und Anbieter von Flugsicherungsdiensten sowie sonstiger Funktionen des Flugverkehrsmanagementnetzes und die Aufsicht hierüber.
- Durchführungsverordnung (EU) 2015/1998 – Festlegung von detaillierten Maßnahmen für die Durchführung der gemeinsamen Grundstandards in der Luftsicherheit.
- Verordnung (EU) 2015/640 in der konsolidierten Fassung vom 18. Februar 2019 – Zusätzliche Anforderungen an die Lufttüchtigkeit für bestimmte Betriebsarten und zur Änderung der Verordnung (EU) Nr. 965/2012. (geändert durch Durchführungsverordnung (EU) 2019/133)
- Verordnung (EU) 2015/340 in der konsolidierten Fassung vom 6. März 2015 –  Festlegung technischer Vorschriften und von Verwaltungsverfahren in Bezug auf Lizenzen und Bescheinigungen von Fluglotsen.
- Verordnung (EU) Nr. 1321/2014 – Aufrechterhaltung der Lufttüchtigkeit von Luftfahrzeugen und luftfahrttechnischen Erzeugnissen, Teilen und Ausrüstungen und die Erteilung von Genehmigungen für Organisationen und Personen, die diese Tätigkeiten ausführen (erweitert durch VO (EU) 2015/1088, VO (EU) 2015/1536, VO (EU) 2017/334, VO (EU) 2018/750 und VO (EU) 2018/1142)
- Verordnung (EU) Nr. 452/2014 in der konsolidierten Fassung vom 5. August 2016 –  Festlegung von technischen Vorschriften und Verwaltungsverfahren für den Flugbetrieb von Drittlandsbetreibern. (geändert durch VO (EU) 2016/1158)
- Verordnung (EU) Nr. 319/2014 – vom 27. März 2014 über die von der Europäischen Agentur für Flugsicherheit erhobenen Gebühren und Entgelte und zur Aufhebung.
- Verordnung (EU) Nr. 139/2014 in der konsolidierten Fassung vom 4. April 2018 – Festlegung von Anforderungen und Verwaltungsverfahren in Bezug auf Flugplätze (geändert durch VO (EU) 2017/161 and VO (EU) 2018/401).
- Durchführungsverordnung (EU) Nr. 628/2013 – Arbeitsweise der Europäischen Agentur für Flugsicherheit bei Inspektionen zur Kontrolle der Normung und für die Überwachung der Anwendung der Bestimmungen der Verordnung (EG) Nr. 216/2008.
- Durchführungsverordnung (EU) Nr. 923/2012 – Festlegung gemeinsamer Luftverkehrsregeln und Betriebsvorschriften für Dienste und Verfahren der Flugsicherung (kurz englisch Standardised European Rules of the Air, SERA). (Geändert durch VO (EU) 2015/340, Durchführungsverordnung (EU) 2016/1185 und Durchführungsverordnung (EU) 2017/835).
- Verordnung (EU) Nr. 965/2012 in der konsolidierten Fassung vom 25. August 2016 – Technische Vorschriften und Verwaltungsverfahren in Bezug auf den Flugbetrieb (gilt ab dem 28. Oktober 2012). (Geändert durch VO (EU) 800/2013, VO (EU) 71/2014, VO (EU) 83/2014, VO (EU) 379/2014, VO(EU) 2015/140, VO (EU) 2015/640, VO (EU) 2015/1329, VO (EU) 2015/2338 und VO (EU) 2016/1199)
- Verordnung (EU) Nr. 748/2012 in der konsolidierten Fassung vom 23. Juni 2019 – Durchführungsbestimmungen für die Erteilung von Lufttüchtigkeits- und Umweltzeugnissen für Luftfahrzeuge und zugehörige Produkte, Bau- und Ausrüstungsteile sowie für die Zulassung von Entwicklungs- und Herstellungsbetrieben (erweitert und geändert durch VO (EU) 7/2013, VO (EU) 69/2014, VO (EU) 2015/1039, VO (EU) 2016/5 und Delegierte Verordnung (EU) 2019/897).
- Durchführungsverordnung (EU) Nr. 646/2012 – Bestimmungen über Geldbußen und Zwangsgelder gemäß der Verordnung (EG) Nr. 216/2008.
- Verordnung (EU) Nr. 1332/2011 in der konsolidierten Fassung vom 25. August 2016 – Gemeinsame Anforderungen für die Nutzung des Luftraums und gemeinsame Betriebsverfahren für bordseitige Kollisionswarnsysteme. (geändert durch VO (EU) 2016/583)
- Verordnung (EU) Nr. 1178/2011 – Festlegung technischer Vorschriften und von Verwaltungsverfahren in Bezug auf das fliegende Personal in der Zivilluftfahrt. (geändert durch VO (EU) Nr. 290/2012, VO (EU) Nr. 70/2014, VO (EU) Nr. 245/2014, VO (EU) 2015/445, VO (EU) 2016/539, VO (EU) 2018/1065, VO (EU) 2018/1119, Durchführungsverordnung (EU) 2018/1974 und Durchführungsverordnung (EU) 2019/27)
- Verordnung (EU) Nr. 1035/2011 in der konsolidierten Fassung vom 23. Mai 2014 – Festlegung gemeinsamer Anforderungen an die Erbringung von Flugsicherungsdiensten (geändert durch Durchführungsverordnung (EU) Nr. 923/2012 und Durchführungsverordnung (EU) Nr. 448/2014)
- Verordnung (EU) Nr. 1034/2011 – Sicherheitsaufsicht im Bereich des Flugverkehrsmanagements und der Flugsicherungsdienste und zur Änderung der Verordnung (EU) Nr. 691/2010.
- Verordnung (EG) Nr. 272/2009 in der konsolidierten Fassung vom 21. März 2013 – zur Ergänzung der im Anhang der Verordnung (EG) Nr. 300/2008 des Europäischen Parlaments und des Rates festgelegten gemeinsamen Grundstandards für die Sicherheit der Zivilluftfahrt. (geändert durch VO (EU) Nr. 297/2010, VO (EU) Nr. 720/2011, VO (EU) Nr. 1141/2011 und VO (EU) Nr. 245/2013)
- Verordnung (EG) Nr. 859/2008  – Gemeinsame technische Vorschriften und Verwaltungsverfahren für den gewerblichen Luftverkehr mit Flächenflugzeugen.
- Verordnung (EG) Nr. 300/2008 in der konsolidierten Fassung vom 1. Februar 2010 – Gemeinsame Vorschriften für die Sicherheit in der Zivilluftfahrt und zur Aufhebung der Verordnung (EG) Nr. 2320/2002. (geändert durch VO (EU) 18/2010)
- Verordnung (EG) Nr. 8/2008 – Gemeinsame technische Vorschriften und Verwaltungsverfahren für den gewerblichen Luftverkehr mit Flächenflugzeugen (EU-OPS).
- Verordnung (EG) Nr. 1008/2008 in der konsolidierten Fassung vom 3. Februar 2019 – Gemeinsame Vorschriften für die Durchführung von Luftverkehrsdiensten in der Union (Air Operator Certificate, AOC) (geändert durch VO (EU) 2018/1139 und VO (EU) 2019/2).
- Verordnung (EG) Nr. 1107/2006 in der konsolidierten Fassung vom 15. August 2006 – über die Rechte von behinderten Flugreisenden und Flugreisenden mit eingeschränkter Mobilität
- Verordnung (EG) Nr. 768/2006 – Erhebung und Austausch von Informationen über die Sicherheit von Luftfahrzeugen, die Flughäfen in der Gemeinschaft anfliegen, und Verwaltung des Informationssystems.
- Verordnung (EG) Nr. 104/2004 –  Festlegung von Vorschriften für Organisation und Besetzung der Beschwerdekammer der Europäischen Agentur für Flugsicherheit.
- Verordnung (EG) Nr. 261/2004 in der konsolidierten Fassung vom 17. Februar 2005 – Gemeinsame Regelung für Ausgleichs und Unterstützungsleistungen für Fluggäste im Fall der Nichtbeförderung und bei Annullierung oder großer Verspätung von Flügen und zur Aufhebung der Verordnung.
- Verordnung (EWG) Nr. 3922/91 in der konsolidierten Fassung vom 8. April 2012 –  Harmonisierung der technischen Vorschriften und der Verwaltungsverfahren in der Zivilluftfahrt (geändert durch VO (EG) Nr. 2176/96, VO (EG) Nr. 1069/1999, VO (EG) Nr. 2871/2000, VO (EG) Nr. 1592/2002, VO (EG) Nr. 1899/2006, VO (EG) Nr. 1900/2006, VO (EG) Nr. 8/2008, VO (EG) Nr. 216/2008 und VO (EG) Nr. 859/2008)

### Aufgehobene EU-Verordnungen
- Verordnung (EU) Nr. 805/2011 – Detaillierte Vorschriften für Fluglotsenlizenzen und bestimmte Zeugnisse. (aufgehoben durch VO (EU) 2015/340)
- Verordnung (EG) Nr. 216/2008 – Festlegung gemeinsamer Vorschriften für die Zivilluftfahrt und Errichtung einer Europäischen Agentur für Flugsicherheit (erweitert und geändert durch VO (EG) 690/2009, VO (EG) 1108/2009, VO (EU) 6/2013, aufgehoben durch VO (EU) 2018/1139).
- Verordnung (EG) Nr. 1702/2003 – Bescheinigung über die Prüfung der Lufttüchtigkeit (EASA-Formular 15a) (aufgehoben durch VO (EU) Nr. 748/2012).

## Deutschland
In Deutschland sind unter anderem die folgenden Gesetze und Verordnungen für den Luftverkehr von Bedeutung:
- LuftVG – Luftverkehrsgesetz. Das Luftverkehrsgesetz ist das Basisgesetz für die Luftfahrtgesetzgebung in Deutschland.
- FlUUG – Flugunfall-Untersuchungs-Gesetz. Vorschriften für die Untersuchung von Unfällen und Störungen beim Betrieb ziviler Luftfahrzeuge.
- LuftBO – Betriebsordnung für Luftfahrtgerät. Regelungen, die Halter beim Betrieb von Luftfahrzeugen einzuhalten haben (Wartung, Ausrüstung, Betriebsstoffe, Checklisten.)
- LuftGerPV – Prüfordnung für Luftfahrtgerät. Luftfahrtgerät wird in Deutschland gemäß der LuftGerPV regelmäßig auf Lufttüchtigkeit untersucht.
- LuftPersV – Verordnung über Luftfahrtpersonal. Die LuftPersV regelt die Ausbildung und Lizenzierung von Luftfahrtpersonal (Piloten, Flugbegleiter etc.).
- LuftSiG – Luftsicherheitsgesetz. Das LuftSiG regelt die Sicherheit des Luftverkehrs.
- LuftVO – Luftverkehrs-Ordnung. Die LuftVO enthält die Regeln, nach denen Luftverkehr in Deutschland abgewickelt wird (z. B. Ausweichregeln etc.).
- LuftVZO – Luftverkehrs-Zulassungs-Ordnung. Luftfahrzeuge werden in Deutschland nach der LuftVZO zugelassen.
- JAR-OPS 1 bzw. 3 deutsch  – Bekanntmachung der (amtlichen Übersetzung) der Joint Aviation Requirements der Joint Aviation Authorities über die gewerbsmäßige Beförderung von Personen und Sachen in Flugzeugen (JAR-OPS 1) und Hubschraubern (JAR-OPS-3).
- FSAV – Verordnung über die Flugsicherungsausrüstung der Luftfahrzeuge.
- LuftEBV – Luftfahrzeug-Elektronik-Betriebs-Verordnung
- Kostenverordnung der Luftfahrtverwaltung

## Österreich
Gesetze
- LFG – Luftfahrtgesetz. Bundesgesetz über die Luftfahrt.
- ACG-G – Austro-Control-Gesetz. Bundesgesetz über die Austro Control GmbH.
- BGzLV-2008 – Bundesgesetz über den zwischenstaatlichen Luftverkehr 2008
- FBG – Flughafen-Bodenabfertigungsgesetz. Bundesgesetz über die Öffnung des Zugangs zum Markt der Bodenabfertigungsdienste auf Flughäfen.
- Lärmbedingte Betriebsbeschränkungen auf Flughäfen. Bundesgesetz über lärmbedingte Betriebsbeschränkungen auf Flughäfen.
- LSG – Luftfahrtsicherheitsgesetz. Bundesgesetz über den Schutz vor Straftaten gegen die Sicherheit von Zivilluftfahrzeugen.
- Sicherheitsmaßnahmen bei Luftfahrzeugen aus Drittstaaten. Bundesgesetz über Sicherheitsmaßnahmen bei Luftfahrzeugen aus Drittstaaten.
- Unfalluntersuchungsgesetz. Bundesgesetz über die Errichtung der Unfalluntersuchungsstelle des Bundes.
- Zivilluftfahrt-Statistikgesetz. Bundesgesetz betreffend statistische Erhebungen auf dem Gebiete der Zivilluftfahrt.

Verordnungen
- ACGV – Austro Control-Gebührenverordnung. Verordnung über die Gebühren der Austro Control GmbH.
- AOCV-2008 – Luftverkehrsbetreiberzeugnis-Verordnung 2008. Voraussetzungen für die Erteilung und Aufrechterhaltung des Luftverkehrsbetreiberzeugnisses (Air Operator Certificate, AOC).
- F-GÜV-1996 – Flugfelder-Grenzüberflugsverordnung 1996. Verordnung über die zulässigen Ein- und Ausflüge nach und von Flugfeldern.
- FlP-StrSchV – Strahlenschutzverordnung fliegendes Personal. Verordnung zum Schutz des fliegenden Personals vor kosmischer Strahlung.
- FSAG-V 2008 – Flugsicherungsan- und Abfluggebührenverordnung 2008. Verordnung über die Festlegung und Einziehung von Gebühren für die Inanspruchnahme von Diensten und Einrichtungen der Flugsicherung beim An- und Abflug.
- GÜV – Grenzüberflugsverordnung. Verordnung betreffend das Überfliegen der Bundesgrenze.
- LADV – Luftfahrt-Aufsichtsorgane-Dienstkarten-Verordnung. Verordnung über Dienstkarten für Aufsichtsorgane in Vollziehung luftfahrtrechtlicher Bestimmungen.
- LVR – Luftverkehrsregeln. Verordnung betreffend die Regelung des Luftverkehrs.
- MFPGebV – Militärflugplatz-Gebührenverordnung. Verordnung über die Gebühren bei der Benützung von Militärflugplätzen.
- MilFlUV – Militärluftfahrt-Flugunfalluntersuchungskommissionsverordnung. Verordnung über die Untersuchung von Unfällen und Vorfällen beim Betrieb von in- und ausländischen Militärluftfahrzeugen
- MLFGV-2008 – Militärluftfahrzeug- und Militärluftfahrtgerätverordnung 2008. Verordnung über die Kennzeichnung und Lufttüchtigkeit von Militärluftfahrzeugen und über die Betriebstüchtigkeit von militärischem Luftfahrtgerät.
- MLPV-2012 – Militärluftfahrt-Personalverordnung 2012. Verordnung betreffend das militärische Luftfahrtpersonal.
- ÖAeCVO – ÖAeC-Zuständigkeitsverordnung. Verordnung betreffend die Übertragung von Zuständigkeiten an den Österreichischen Aero Club.
- Pauschalbetrag als Ersatz für die Überprüfung der Zuverlässigkeit. Verordnung über den Pauschalbetrag als Ersatz für die Überprüfung der Zuverlässigkeit.
- SlotKV-2008 – Slotkoordinationsverordnung 2008. Verordnung über die Koordination von Zeitnischen.
- SWFV – Schlechtwetterflugwege-Verordnung. Verordnung mit der Schlechtwetterflugwege festgelegt werden.
- ZARV-1985 – Zivilluftfahrzeug-Ambulanz- und Rettungsflugverordnung. Verordnung über Ambulanz- und Rettungsflüge mit Zivilluftfahrzeugen.
- ZFBO – Zivilflugplatz-Betriebsordnung. Verordnung betreffend den Betrieb von Zivilflugplätzen.
- ZFV-1972 – Zivilflugplatz-Verordnung. Verordnung betreffend Zivilflugplätze.
- ZLLV-2005 – Zivilluftfahrzeug- und Luftfahrtgerät-Verordnung 2005. Verordnung über Zivilluftfahrzeuge und ziviles Luftfahrtgerät.
- ZLPV-2006 – Zivilluftfahrtpersonalverordnung 2006. Verordnung über das Zivilluftfahrt-Personal inkl. JAR-FCL.
- ZLZV 2005 – Zivilluftfahrzeug-Lärmzulässigkeitsverordnung 2005. Verordnung über die Lärmzulässigkeit von Zivilluftfahrzeugen.
- ZMV – Zivilluftfahrt-Meldeverordnung. Verordnung über die Meldung von Unfällen, Ereignissen und Störungen in der Zivilluftfahrt.
- ZNV – Zivilluftfahrt-Vorfall- und Notfall-Maßnahmen-Verordnung. Verordnung über Maßnahmen bei Vorfällen und Notfällen in der Zivilluftfahrt.

## Schweiz
Die stets aktuelle Liste der Rechtsvorschriften für die Luftfahrt der Schweiz finden sich in der systematischen Rechtssammlung auf Fedlex unter der Nummer 748.
Gesetze
- LFG – Luftfahrtgesetz. Bundesgesetz über die Luftfahrt.
- Bundesgesetz über das Luftfahrzeugbuch.

Verordnungen
- LFV – Luftfahrtverordnung. Verordnung über die Luftfahrt.
- VIL – Verordnung über die Infrastruktur der Luftfahrt.
- AuLaV – Aussenlandeverordnung. Verordnung über das Abfliegen und Landen mit Luftfahrzeugen ausserhalb von Flugplätzen.
- LTrV – Lufttransportverordnung. Verordnung über den Lufttransport.
- VKZ – Verordnung des BAZL über die Kennzeichen der Luftfahrzeuge.
- VRV-L – Verordnung des UVEK über die Verkehrsregeln für Luftfahrzeuge.
- VSL – Verordnung des UVEK über Sicherheitsmassnahmen im Luftverkehr.
- VSZV – Verordnung über die Sicherheitsuntersuchung von Zwischenfällen im Verkehrswesen.
- VSRL – Verordnung über den Such- und Rettungsdienst der zivilen Luftfahrt.
- VSR – Verordnung über die Organisation und den Einsatz des Such- und Rettungsdienstes der zivilen Luftfahrt.
- VFD – Verordnung des UVEK über den fliegerärztlichen Dienst der Zivilluftfahrt.
- VFSD – Verordnung über den Flugsicherungsdienst.
- VBR I – Verordnung des UVEK über die Betriebsregeln im gewerbsmässigen Luftverkehr.
- VLL – Verordnung des UVEK über die Lufttüchtigkeit von Luftfahrzeugen.
- VEL – Verordnung des UVEK über die Emissionen von Luftfahrzeugen.
- VLK – Verordnung des UVEK über Luftfahrzeuge besonderer Kategorien.
- VEAF – Verordnung des UVEK über die europaweit geregelten Ausweise und Berechtigungen für Flugpersonal.
- VABFP – Verordnung des UVEK über die nicht europaweit geregelten Ausweise und Berechtigungen des Flugpersonals.
- VAPF – Verordnung des UVEK über die Ausweise für bestimmte Personalkategorien der Flugsicherungsdienste.
- VJAR-FSTD – Verordnung des UVEK über die Zertifizierung von nicht durch die Verordnung (EU) Nr. 1178/2011 geregelten Flugsimulatoren.
- VLIp – Verordnung des UVEK über das Luftfahrzeug-Instandhaltungspersonal.
- VLIb – Verordnung des UVEK über Luftfahrzeug-Instandhaltungsbetriebe.
- VLHb – Verordnung des UVEK über die Luftfahrzeug-Herstellerbetriebe.
- GebV-BAZL – Verordnung über die Gebühren des Bundesamtes für Zivilluftfahrt.
- VFAL – Verordnung über die Finanzhilfen für Ausbildungen im Bereich der Luftfahrt.
- VWL – Verordnung über die Wahrung der Lufthoheit.
- Vollziehungsverordnung zum Bundesgesetz über das Luftfahrzeugbuch.
- Verordnung über die Rechte und Pflichten des Kommandanten eines Luftfahrzeuges.
- Verordnung über den zivilen Flugwetterdienst.
- Verordnung des UVEK über die Flugplatzleiterin oder den Flugplatzleiter.
- Verordnung des BAZL über die Prüfung von Luftfahrzeugen.
- Verordnung des UVEK über die Umsetzung der Vorschriften über den Flugbetrieb nach der Verordnung (EU) Nr. 965/2012.
- Verordnung des UVEK über die Anwendbarkeit von EG-Vorschriften im Bereich der Flugsicherheit.
- Verordnung des UVEK über die Flug- und Dienstzeiten sowie die Arbeitszeitorganisation im gewerbsmässigen Luftverkehr mit Flugzeugen (Flug- und Dienstzeitenverordnung).
- Verordnung über die Abgrenzung des Linienverkehrs vom übrigen gewerbsmässigen Luftverkehr.
- Verordnung über die Flugplanvermittlung und die Koordination von Zeitnischen (Slots) auf Flughäfen.
- Verordnung über die Flughafengebühren.
- Vereinbarung zwischen der Schweizerischen Eidgenossenschaft, vertreten durch den Schweizerischen Bundesrat, und den Kantonen Basel-Stadt und Basel-Landschaft, jeweils vertreten durch den Regierungsrat, betreffend Zusammenarbeit bei der Wahrung der schweizerischen Interessen auf dem binationalen Flughafen Basel-Mülhausen.

## Vereinigte Staaten
United States Code (Gesetze)
- U.S. Code Title 49— Transportation

Code of Federal Regulations (Verordnungen)
- CFR: Title 14. Aeronautics and Space  Federal Aviation Regulations

## Weiteres
- AIP – Luftfahrthandbuch (die nationalen Werke)